# 泸沽湖镇
泸沽湖镇（羅馬化：Loxggushur Zhep）是中华人民共和国四川省凉山彝族自治州盐源县下辖的一个乡镇级行政单位。2020年6月，撤销前所乡、盖租乡，将原前所乡和原盖租乡盖租村、阿石村、回项村、马扎村所属行政区域划归泸沽湖镇管辖。

## 行政区划
泸沽湖镇下辖以下地区：
木垮村、多舍村、匹夫村、海门村、布树村、山南村、直普村和舍垮村。

## 中国传统村落
2013年8月，木垮村被评为第二批中国传统村落。